# NGC 1469
NGC 1469 é uma galáxia elíptica (E-S0) localizada na direcção da constelação de Camelopardalis. Possui uma declinação de +68° 34' 39" e uma ascensão recta de 4 horas, 00 minutos e 27,8 segundos.
A galáxia NGC 1469 foi descoberta em 24 de Fevereiro de 1886 por Lewis A. Swift.